# Syndroom van Diogenes
Het syndroom van Diogenes (ook Diogenes-syndroom en diogenessyndroom) is een psychische aandoening, vernoemd naar de Oud-Griekse wijsgeer Diogenes van Sinope.
De naam voor dit syndroom werd voor het eerst naar voren gebracht in het medisch tijdschrift The Lancet in 1975.
Het syndroom wordt gekenmerkt door :
1. Een verregaande veronachtzaming van de persoonlijke hygiëne; stelselmatige zelfverwaarlozing.
2. Een verregaande veronachtzaming van de hygiëne in en rondom de eigen woning; stelselmatige woningvervuiling.[1]
3. Een verzamelstoornis, waarbij de woning systematisch wordt volgestouwd met volstrekt 'onbruikbare rotzooi', zodanig dat de woning op een gegeven moment tijdelijk onbewoonbaar dreigt te moeten worden verklaard.
4. Afwezigheid van schaamtegevoel over het eigen gedrag.
5. Een met het syndroom gepaard gaande obsessieve-compulsieve stoornis.
6. Steevaste weigering van alle soorten van goedbedoelde hulp; ook weigering van professionele hulp; een hardnekkige en consequente zorgweigering.
7. Een bovengemiddeld intelligentieniveau.
8. Afstandelijkheid, teruggetrokkenheid, dominantie, achterdocht, paranoia, agressie en koppigheid.
9. Een meestal alleenwonende patiënt zonder banden met de lokale gemeenschap; soms is echter sprake van "folie à deux", waarbij sprake is van twee personen, vaak met een familierelatie.
10. Mogelijk is er een slecht functioneren van de frontale kwab van de hersenen.
11. De patiënt heeft te maken met een gestaag toenemend aantal stoornissen, waarbij in eerste instantie wordt gedacht aan de volgende psychiatrische stoornissen, die aan de basis liggen van het problematisch gedrag van de patiënt: autismespectrumstoornis, zoals syndroom van Asperger, schizoïde persoonlijkheidsstoornis, schizotypische persoonlijkheidsstoornis, schizofrenie, bipolaire stoornis, depressie, dementie of alcoholisme.
12. Voorkomend in alle lagen van de bevolking en onder alle leeftijden.
13. Benodigt een multidisciplinaire aanpak en is moeilijk te genezen.